# Ballon d'Or 2021
Bola de Ouro 2021 foi um evento que premiou os melhores jogadores de futebol do mundo de 2021. A premiação ocorreu no dia 29 de novembro de 2021 no Théâtre du Châtelet, em Paris. Lionel Messi foi o vencedor.

## Resultados

### Bola de Ouro
| Rank | Jogador              | Clubes                        | Pontos |
| ---- | -------------------- | ----------------------------- | ------ |
| 1    | Lionel Messi         | Barcelona Paris Saint-Germain | 613    |
| 2    | Robert Lewandowski   | Bayern de Munique             | 580    |
| 3    | Jorginho             | Chelsea                       | 460    |
| 4    | Karim Benzema        | Real Madrid                   | 239    |
| 5    | N'golo Kanté         | Chelsea                       | 186    |
| 6    | Cristiano Ronaldo    | Juventus Manchester United    | 178    |
| 7    | Mohamed Salah        | Liverpool                     | 121    |
| 8    | Kevin De Bruyne      | Manchester City               | 73     |
| 9    | Kylian Mbappé        | Paris Saint-Germain           | 58     |
| 10   | Gianluigi Donnarumma | Milan Paris Saint-Germain     | 36     |
| 11   | Erling Haaland       | Borussia Dortmund             | 33     |
| 12   | Romelu Lukaku        | Internazionale Chelsea        | 26     |
| 13   | Giorgio Chiellini    | Juventus                      | 26     |
| 14   | Leonardo Bonucci     | Juventus                      | 18     |
| 15   | Raheem Sterling      | Manchester City               | 10     |
| 16   | Neymar               | Paris Saint-Germain           | 9      |
| 17   | Luis Suárez          | Atlético de Madrid            | 8      |
| 18   | Simon Kjaer          | Milan                         | 8      |
| 19   | Mason Mount          | Chelsea                       | 7      |
| 20   | Riyad Mahrez         | Manchester City               | 7      |
| 21   | Bruno Fernandes      | Manchester United             | 6      |
| 21   | Lautaro Martínez     | Internazionale                | 6      |
| 23   | Harry Kane           | Tottenham                     | 4      |
| 24   | Pedri                | Barcelona                     | 3      |
| 25   | Phil Foden           | Manchester City               | 2      |
| 26   | Rúben Dias           | Manchester City               | 1      |
| 26   | Nicolò Barella       | Internazionale                | 1      |
| 26   | Gerard Moreno        | Villarreal                    | 1      |
| 29   | Luka Modrić          | Real Madrid                   | 0      |
| 29   | César Azpilicueta    | Chelsea                       | 0      |